# Tommy Rich
Thomas Richardson (26 de julio de 1956), más conocido por su nombre en el ring, "Wildfire" Tommy Rich, es un luchador profesional estadounidense. Es conocido por su carrera de luchador en Georgia, y Memphis a lo largo de la década de 1980.

## En lucha
- Movimientos finales

- Sitout suplex slam
- Thesz press

- Movimientos de firma

- Diving fist drop
- Exploder suplex
- Keylock
- Piledriver
- Running elbow smash
- Sleeper hold
- Spinning toe hold
- Superplex

- Managers

- Paul Adams
- Billy The P
- Jim Cornette
- Paul E. Dangerously
- Robert Fuller
- Eddie Gilbert
- Jimmy Hart
- Rockin' Robin
- Miss Alexandra York

- Apodos

- The Don (as part of the Full Blooded Italians, was called the Don to be sort of a Godfather figure in ECW)

## Campeonatos y logros
- All-Star Championship Wrestling

- ACW Southern Heavyweight Championship (1 vez)

- American Wrestling Federation

- AWF Tag Team Championship (1 vez) - con Greg Valentine

- Cajun Wrestling Federation
  - CWF Heavyweight Championship (1 vez)[5]

- Cleveland All-Pro Wrestling
  - CAPW North American Tag Team Championship (1 vez) - con K.C. Blood[5]

- Georgia Championship Wrestling

- NWA Georgia Heavyweight Championship (3 veces)
- NWA Georgia Tag Team Championship (6 veces) - con Tony Atlas (1), Stan Hansen (2), Thunderbolt Patterson (1), Wahoo McDaniel (1), y The Crusher (1)
- NWA Georgia Television Championship (1 vez)
- NWA Macon Heavyweight Championship (1 vez)
- NWA National Heavyweight Championship (3 veces)
- NWA World Heavyweight Championship (1 vez)

- International Wrestling Alliance
  - IWA Southern Heavyweight Championship (1 vez)[5]

- National Wrestling Alliance

- NWA Hall of Fame (2008)

- National Wrestling Conference
  - NWC Heavyweight Championship (1 vez)[5]

- NWA Mid-America / Continental Wrestling Association

- AWA Southern Heavyweight Championship (2 veces)
- AWA Southern Tag Team Championship (4 veces) - con Bill Dundee (2), Eddie Gilbert (1), y Dutch Mantel (1)
- CWA International Heavyweight Championship (1 vez)
- CWA World Tag Team Championship (2 veces) - con Superstar Bill Dundee (1) y Jerry "The King" Lawler (1)
- NWA Mid-America Heavyweight Championship (2 veces)
- NWA Six-Man Tag Team Championship (2 veces) - con Tojo Yamamoto y George Gulas
- NWA Southern Heavyweight Championship (Memphis version) (2 veces)
- NWA United States Tag Team Championship (Mid-America version) (1 vez) - con Tojo Yamamoto

- Pro Wrestling Illustrated

- PWI Most Improved Wrestler of the Year (1979)
- PWI Most Popular Wrestler of the Year (1981)
- PWI Rookie of the Year (1978)
- Situado en el #117 de los "PWI 500" en 2003

- Smoky Mountain Wrestling

- SMW Heavyweight Championship (1 vez)

- Southeastern Championship Wrestling

- NWA Southeast Continental Heavyweight Championship (1 vez)
- NWA Southeastern Tag Team Championship (Northern Division) (3 veces) - con Bill Dundee (1), Johnny Rich (1), y Steve Armstrong (1)

- Southern Championship Wrestling (Jerry Blackwell)
  - SCW Heavyweight Championship (1 vez)[5]
  - SCW Tag Team Championship (3 veces) - con Ted Oates, Steve Pritchard y Joey Maggs[5]

- Tennessee All-Star Wrestling
  - TASW Heavyweight Championship (1 vez)[5]

- Tennessee Mountain Wrestling

- TMW Heavyweight Championship (1 vez)

- United States Wrestling Association

- USWA Heavyweight Championship (4 veces)
- USWA World Tag Team Championship (4 veces) - con Doug Gilbert

- World Championship Wrestling

- WCW World Six-Man Tag Team Championship (2 veces) - con Ricky Morton & The Junkyard Dog (1) y  Richard Morton y Terrence Taylor (1)

- Wrestling Observer Newsletter awards

- Feud of the Year (1987) with Austin Idol vs. Jerry Lawler

- Xtreme Intense Championship Wrestling

- XICW Heavyweight Championship (1 vez)